# ارتش چهارم (ورماخت)
ارتش چهارم (به آلمانی:4. Armee / Armeeoberkommando 4 (AOK 4)) یکی از ارتش‌های میدانی نیروی زمینی آلمان در دوره رایش سوم بود که در جبهه‌های غربی و شرقی جنگ جهانی دوم به عملیات پرداخت.

## تشکیل
ارتش چهارم روز ۱ اوت سال ۱۹۳۹ در منطقه نظامی شماره ۱۱ از قرارگاه گروه ارتش ۶ در لایپتسیش تشکیل شد.

## تاریخچه عملیاتی

### لهستان
ارتش چهارم در جریان تهاجم آلمان به لهستان از اول سپتامبر ۱۹۳۹ که به آغاز جنگ جهانی دوم منجر شد، به عنوان بخشی از گروه ارتش شمال، در جانب شمالی جبهه مشارکت داشت. این ارتش شامل دو سپاه ۲ و ۳ هر یک متشکل از دو لشکر پیاده‌نظام، سپاه ۱۹ متشکل از دو لشکر پیاده‌نظام موتوریزه و یک لشکر زرهی و سه لشکر دیگر از جمله دو لشکر ذخیره می‌شد. در این تهاجم وظیفه ارتش چهارم تصرف راه ارتباطی لهستان با دریای بالتیک موسوم به کریدور لهستان و متصل کردن پروس شرقی با بدنه اصلی آلمان بود. این ارتش توانست پس از تصرف دانتسیش در روز نخست، سه روز پس از آغاز تهاجم با ده کیلومتر پیشروی خود را برای الحاق به ارتش سوم به رودخانه ویستولا برساند و پس از پیروزی در جنگل‌های توخلا با چرخش به سمت جنوب به سمت ورشو پیش برود. سپاه ۱۹ این ارتش روز ۱۷ سپتامبر توانست پس از سه روز مبارزه شهر برست را به تصرف خود درآورد که تنها ۵ روز بعد بر اساس پیمان مولوتوف-ریبنتروپ تحویل قوای ارتش سرخ شوروی گردید. ارتش چهارم پیش از رسیدن به ورشو در نبرد بزورا، بزرگ‌ترین نبرد بین آلمان و لهستان در این جنگ در غرب ورشو مشارکت کرد و در کنار ارتش هشتم و دهم با برخورداری از پشتیبانی کامل هوایی و توپخانه‌ای موفق شد چند لشکر از نیروهای دشمن را به منهدم کند.

### فرانسه
در تهاجم به کشورهای سفلی و فرانسه، ارتش چهارم به عنوان بخشی از گروه ارتش آ به جبهه غربی عازم شد و از دهم ماه مه سال ۱۹۴۰ بلژیک را از ناحیه راینلند مورد حمله قرار داد و در ردیف دیگر ارتش‌های آلمانی با گذر از خط دفاعی موسوم به "خط دایل" نیروهای متفقین را در شمال شرقی فرانسه به محاصره درآورد. در روزهای ۱۶ و ۱۷ مه لشکر دهم زرهی ارتش چهارم به فرماندهی اروین رومل با پیشروی برق‌آسا به کمک سرنیزه زرهی خطوط دشمن را شکافته و تنها با تحمل ۳۵ تن تلفات با محو کلی ارتش نهم فرانسه، ۱۰ هزار سرباز دشمن را به اسارت و ۱۰۰ تانک را به غنیمت گرفت. لشکرهای پنجم و هفتم زرهی به عنوان قوای جلودار ارتش چهارم نیز ۲۱ مه توانستند ضد حمله نیروهای مشترک بریتانیایی و فرانسوی را برای شکستن محاصره ناکام بگذارند. فن کلوگه پس از مشورت با آدولف هیتلر، پیشوای آلمان و فرماندهی گروه ارتش آ، روز ۲۴ مه به یگان‌های زرهی خود دستور توقف عملیات در ۱۶ کیلومتری دانکرک را صادر کرد تا راه گریز نیروهای بریتانیایی از خاک فرانسه باز شود. تعلل دو روزه آلمانی‌ها به بریتانیایی‌ها این اجازه را داد تا با سازماندهی مجدد نیروهای خود در دانکرک شرایط برای تخلیه آن‌ها را فراهم کنند.
پنجم ژوئیه در دومین مرحله عملیات، نیروهای ارتش چهارم نقش نخستین خط‌شکن را در منطقه آمین ایفا نمودند و تا دهم ژوئیه خود را به رود سن رساندند.

### شوروی
ارتش چهارم بزرگ‌ترین ارتش از مجموع ۱۱ ارتش میدانی به‌کارگرفته شده ورماخت در هنگام آغاز عملیات بارباروسا، تهاجم آلمان به شوروی، بود. این ارتش به فرماندهی فیلدمارشال گونتر فن کلوگه، مجموعاً ۲۰۵ هزار نفر در قالب دوازده لشکر در چهار سپاه در اختیار داشت. از این مقدار ۹ لشکر در خط نخست و ۳ لشکر در پشت آن قرار گرفتند. ارتش چهارم با خط مقدمی ۱۰۰ کیلومتری در طول رود بوگ از برست-لیتوقسک تا مجاورت ارتش نهم، هنگام آغاز عملیات در جناح راست گروه ارتش مرکز قرار داشت. قرارگاه این ارتش برای این عملیات در میندسیژتس پودلاسکی در ۱۰۰ کیلومتری جنوب شرقی ورشو مستقر شد. گروه زرهی ۲ هاینتس گودریان در ابتدا تحت هدایت عملیاتی ارتش چهارم بود.

طبق دستور روز ۳۱ ژانویه فرماندهی عالی نیروی زمینی آلمان مأموریت ارتش چهارم به شرح زیر بود: 
با قرار دادن نقاط تمرکز بر دو طرف برست-لیتوفسک، ارتش چهارم می‌بایست از رود بوگ بگذرد و بدین شکل راه را به طرف مینسک برای گروه زرهی ۲ باز کند. با پیشروی با بیشتر یگان‌ها در گذر از رود شارا در سلونیم و جنوب آن، می‌بایست از پیشروی سریع گروه‌های زرهی بهره بگیرد و در همکاری با ارتش نهم، نیروهای دشمن را بین بیاویستوک و مینسک منهدم نماید. با پیشروی در پشت سر گروه‌های زرهی، مارمویت دیگر آن ضمن محافظت از جناح جنوبی خود در مرداب‌های پریپیات، عبور رود برزینا بین بابرویسک و بوریسوف و رسیدن به رود دنیپر در موگیلف است.
با آغاز عملیات از روز ۲۲ ژوئن سال ۱۹۴۱، ارتش چهارم در نبرد بیاویستوک-مینسک مشارکت نمود و روز ۲۸ ژوئن توانست به کمک سایر نیروهای آلمانی صدها هزار نفر از نیروهای دشمن را بین این دو شهر در دو ناحیه جداگانه به محاصره دربیاورد و تا ۸ ژوئیه با پاکسازی این دو ناحیه قریب به ۲۸۰ هزار نفر را به اسارت بگیرد.
ارتش چهارم در روزهای پایانی نبرد اسمولنسک، بین روزهای ۱۷ تا ۲۱ اوت در حال دفاع از گذرگاه رود دسنا در برآمدگی یلنیا زیر ضد حمله شدید ارتش بیست و چهارم شوروی قرار گرفت و توانست با وارد آوردن تلفات سنگین به دشمن، آن را دفع کند.
تا روز ۱۵ سپتامبر ارتش چهارم در جریان عملیات بارباروسا متحمل ۳۸ هزار نفر تلفات شده بود. در جریان عملیات تایفون برای تصرف مسکو، پایتخت شوروی، در حالیکه ارتش دوم زرهی از جنوب و گروه‌های زرهی ۳ و ۴ از شمال وظیفه قطع ارتباط این شهر با سایر مناطق و به محاصره درآوردن آن را از طریق یک عملیات گازانبری داشتند، ارتش چهارم پیشروی خود را از سمت غرب به سوی شهر ادامه داد. فرماندهی عالی ورماخت ۳۱ اکتبر عملیات را به جهت مشکلات مختلف متوقف کرد. این مسئله فرصت مناسبی برای ارتش سرخ فراهم نمود تا دست به ضد حمله بزند. با وجود این که بیشتر این ضد حمله‌ها کار به جایی نبرد اما در یک مورد حمله قوای سرخ به نیروهای ارتش چهارم تلفات سنگینی به آن وارد نمود چرا که ارتش چهارم از قابلیت کافی برای مقابله با تانک‌های جدید دشمن برخوردار نبود. فرمان از سرگیری عملیات از ۱۵ نوامبر صادر گردید. با ادامه حرکت نیروهای زرهی برای به محاصره درآوردن پایتخت، ارتش چهارم وظیفه تهاجم مستقیم به شهر و درگیر نگاه داشتن مدافعان را بر عهده گرفت. استحکامات فراوان و قدرتمند و مقاومت شدید ارتش سرخ مانع از پیشروی آن‌ها گردید به شکلی تنها چهار روز بعد با آغاز ضد حمله‌های مجدد مدافعان و قرار گرفتن در خطر محاصره، ارتش چهارم دست به عقب‌نشینی زد.
روز ۱۴ دسامبر فن کگوله بدون دریافت تأیید از هیلتر، با عقب‌نشینی محدود، نیروهای خود را به جانب غربی رود اوکا منتقل کرد. هیتلر با اطلاع از این اقدام، این فرمان را لغو کرد و از نیروها خواست از هر ذره از زمین تحت سلطه خود دفاع کنند. پس از شکست ورماخت در نبرد مسکو، فیلدمارشال فدر فن بک روز ۱۸ دسامبر از مقام خود در فرماندهی گروه ارتش مرکز عزل و فن کلوگه در این منصب جانشین او شد تا ارتشبد لودویگ کوبلر به فرماندهی ارتش چهارم برسد. با توجه به نارضایتی او از تصمیمات هیلتر مبنی بر عدم عقب‌نشینی، کوبلر نیز تنها یک ماه بعد از این منصب برکنار و ارتشبد گتهارت هاینریکی جانشین او شد.
با آغاز عملیات موسوم به مورد آبی، ارتش چهارم در کنار سایر یگان‌های گروه ارتش مرکز دست به اقدام خاصی نزدند چرا که این عملیات بیشتر به سمت جنوب متمرکز شده بود. از سال ۱۹۴۳ ارتش چهارم به همراه گروه ارتش مرکز غالباً حالت عقب‌نشینی به خود گرفته بود. در همین مدت ارتش سرخ موفق شد در عملیات سووروف (معروف به نبرد بزرگراه‌ها) در فصل پاییز، با وجود آماده‌سازی‌های آلمانی‌ها و مقاومت شدید آن‌ها، با غلبه بر ارتش چهارم، اسمولنسک را مجدداً به سلطه خود درآورد و ارتش چهارم را تا اورشا عقب براند و خطر ورماخت را از حومه مسکو به کلی دور سازد. اقدام چند باره نیروهای جبهه غربی ارتش سرخ بین ماه‌های اکتبر و دسامبر سال ۱۹۴۳ برای تصرف مجدد اورشا با مقاومت سخت نیروهای ارتش چهارم با وجود نبردهای بسیار سنگین به نتیجه‌ای نرسید.

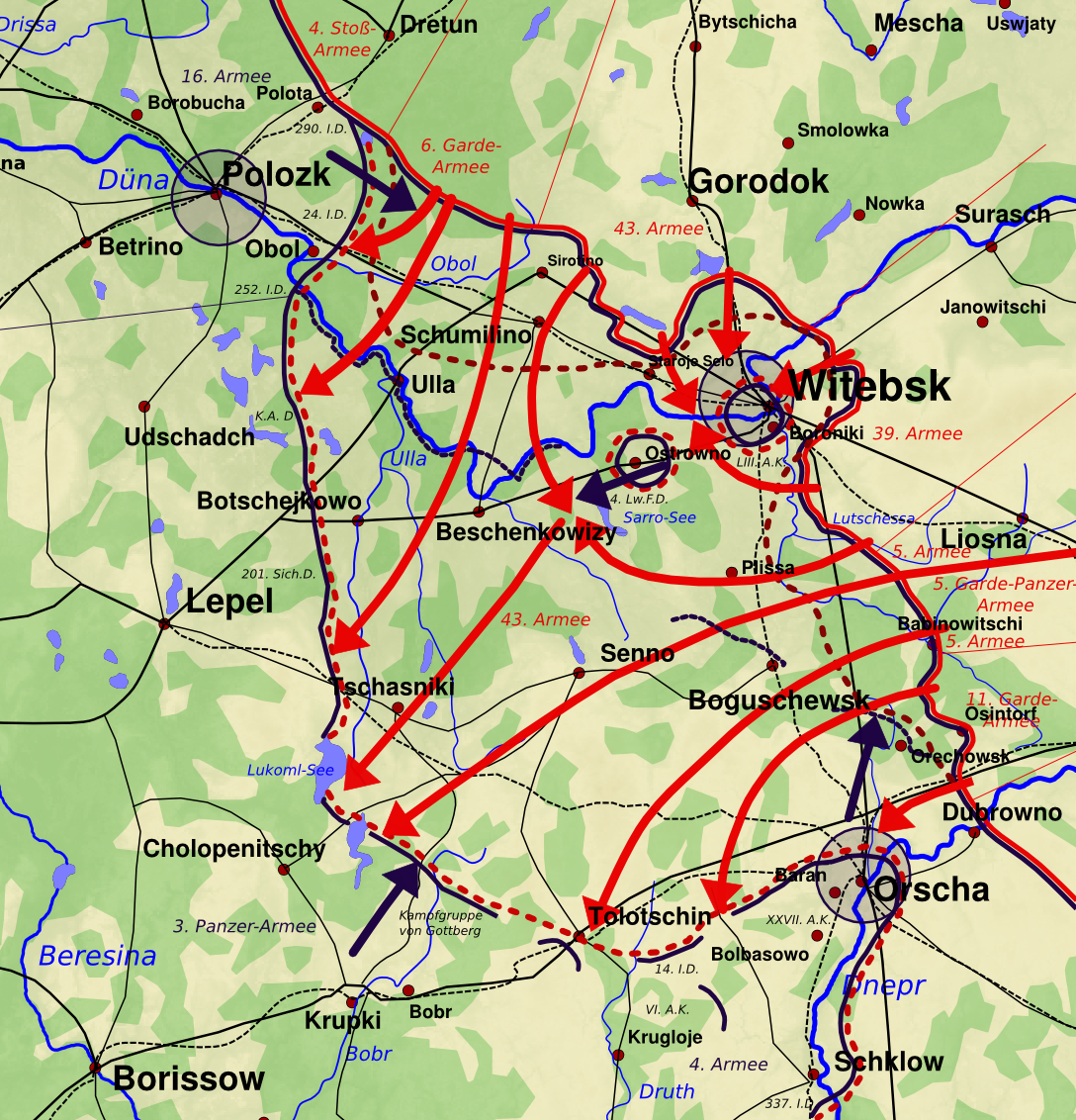
نقشه تهاجم ارتش سرخ به شهرهای ویتبسک و اورشا

سال ۱۹۴۴ ارتش چهارم همچنان موقعیت دفاعی خود را در شرق شهرهای اورشا و موگیلف در منطقه‌ای به وسعت تقریبی ۵۲۰۰ کیلومتر مربع در شرق رود دنیپر حفظ نموده بود. عملیات تابستانی ارتش سرخ در همین سال تحت عنوان عملیات باگراتیون که از ۲۲ ژوئن آغاز شد، برای نیروهای آلمانی در جبهه شرقی از جمله ارتش چهارم فاجعه آفرین بود. با وجود اصرار ارتشبد هاینریکی بر عقب‌نشینی ارتش چهارم، هیتلر با این درخواست موافقت نکرد و در عوض هاینریکی در مقام خود توسط ارتشبد کورت فن تیپلسکیرش جایگزین گردید. فن تیپلسکیرش نیز درخواست عقب‌نشینی کرد اما تأیید این مسئله به موقع انجام نگرفت تا با وجود این که ارتش چهارم از شهر موگیلف عقب نشست اما پس از سقوط ویتبسک، در طی ادامه عملیات دشمن از اورشا نیز بیرون رانده شد و روز نخست ماه ژوئیه در شرق مینسک به محاصره درآمد. با وجود دستور به مقاومت در همان موضع، تعداد اندکی از یگان‌های ارتش چهارم موفق شدند به سمت غرب عقب‌نشینی کرده و در نهایت از محاصره خارج شوند. خود فن تیپلسکیرش در همین هنگام خارج از محاصره بود و از اسارت گریخت. به همین جهت وینسنتس مولر، فرمانده سپاه ۱۲ که خود با یگانش در محاصره قرار گرفته بود، به فرماندهی میدانی ۱۰۰ هزار نفر نیروی گرفتار در محاصره ارتش چهارم برگزیده شد. بیشتر نیروهای تحت محاصره تنها یک هفته بعد از آغاز محاصره در حالیکه بیش از ۱۰۰ کیلومتر با خطوط مقدم قوای خودی فاصله گرفته بودند، با وجود دریافت پیام‌های رادیویی مبنی بر رسیدن قریب‌الوقوع نیروی کمکی، مجبور به تسلیم شدند و قریب به ۱۳۰ هزار نفر از آن‌ها به اسارت دشمن درآمدند. مولر نیز هنگامی که قصد داشت از محاصره بگریزد توسط ارتش سرخ اسیر گرفته شد.

### شرق پروس
در طول مابقی فصل تابستان ارتش چهارم که تقریباً نابود شده بود، مشغول بازسازی خود گردید. در دو سال پایانی جنگ ارتش چهارم به فرماندهی فریدریش هوسباخ مأموریت دفاع از مرزهای پروس شرقی را بر عهده داشت. ارتش چهارم به همراه ارتش سوم زرهی موفق شد در ماه اکتبر رخنه ارتش سرخ در طی عملیات گومبینن را با شکست مواجه کرده و با دریافت نیروی کمکی دشمن را موقتاً از پروس شرقی بیرون براند.
با آغاز موج جدید تهاجم ارتش سرخ به پروس شرقی از ۱۳ ژانویه سال ۱۹۴۵، ارتش دوم متداوما به سوی دریای بالتیک عقب رانده شد و ارتش چهارم نیز در خطر محاصره قرار گرفت. ارتش چهارم به دستور سپهبد هوسباخ در هماهنگی با گئورگ هانس راینهارت، فرمانده گروه ارتش مرکز، برای رها کردن خود از محاصره آغاز به حمله به سمت شهر البینگ در غرب پروس شرقی کرد که با شکست در آن نهایتاً دوباره به محاصره قوای دشمن درآمد. به جهت زیر پا گذاشتن فرمان هیلتر مبنی بر عدم عقب‌نشینی و مبارزه در مواضع اولیه تا آخرین نفس، هوسباخ و راینهارت با دست زدن به این اقدام از مقام خود در فرماندهی عزل شدند. پس از هوسباخ سپهبد فردریش ویلهلم مولر جایگاه فرماندهی ارتش چهارم را بر عهده گرفت. تا ۱۳ فوریه نیروهای جبهه سوم بلاروس ارتش سرخ قوای ارتش چهارم آلمان را از بیشتر مواضع خود در پروس شرقی عقب رانده و تا ۱۳ مارس موقعیت آن‌ها را به ناحیه ای به طول ۱۵ کیلومتر و عرض سه کیلومتر در کرانه دریای بالتیک در غرب شهر هیلینگنبایل محدود کردند تا نهایتاً در ۲۹ مارس هیتلر با صدور فرمانی به مابقی نیروهای ارتش چهارم اجازه عقب‌نشینی از طریق باریکه تالاب ویستولا در غرب پروس شرقی را صادر نمود. مولر به عنوان آخرین فرمانده ارتش چهارم پیش از آن که بتواند از محاصره خارج شود توسط قوای ارتش سرخ اسیر شد. با سقوط کونیگسبرگ، با ادغام ارتش‌های دوم و چهارم، گروه ارتش‌های پروس شرقی تشکیل گشت. در روزهای آخر جنگ ارتش چهارم به ارتش بیست و یکم تغییر نام داد.

## فرماندهان
| ر.  | تصویر               | فرمانده                               | آغاز تصدی      | پایان تصدی     | طول دوران      |
| --- | ------------------- | ------------------------------------- | -------------- | -------------- | -------------- |
| ۱   | گونتر فن کلوگه      | فیلدمارشال گونتر فن کلوگه (۱۸۸۲–۱۹۴۴) | ۱ اوت ۱۹۳۹     | ۱۹ دسامبر ۱۹۴۱ | ۲ سال، ۱۴۰ روز |
| ۲   | لودویگ کوبلر        | سپهبد لودویگ کوبلر (۱۸۸۹–۱۹۴۷)        | ۱۹ دسامبر ۱۹۴۱ | ۲۰ ژانویه ۱۹۴۲ | ۳۲ روز         |
| ۳   | گتهارت هاینریکی     | سپهبد گتهارت هاینریکی (۱۸۸۶–۱۹۷۱)     | ۲۰ ژانویه ۱۹۴۲ | ۶ ژوئن ۱۹۴۲    | ۱۳۷ روز        |
| ۴   | هانس فن زالموت      | ارتشبد هانس فن زالموت (۱۸۸۸–۱۹۶۲)     | ۶ ژوئن ۱۹۴۲    | ۱۵ ژوئیه ۱۹۴۲  | ۳۹ روز         |
| (۳) | گتهارت هاینریکی     | ارتشبد گتهارت هاینریکی (۱۸۸۶–۱۹۷۱)    | ۱۵ ژوئیه ۱۹۴۲  | ? ژوئن ۱۹۴۳    | ۱۰ ماه         |
| (۴) | هانس فن زالموت      | ارتشبد هانس فن زالموت (۱۸۸۸–۱۹۶۲)     | ژوئن ۱۹۴۳      | ۳۱ ژوئیه ۱۹۴۳  | ۱ ماه          |
| (۳) | گتهارت هاینریکی     | ارتشبد گتهارت هاینریکی (۱۸۸۶–۱۹۷۱)    | ۳۱ ژوئیه ۱۹۴۳  | ۴ ژوئن ۱۹۴۴    | ۳۰۹ روز        |
| ۵   | کورت فن تیپلسکیرش   | سپهبد کورت فن تیپلسکیرش (۱۸۹۱–۱۹۵۷)   | ۴ ژوئن ۱۹۴۴    | ۳۰ ژوئن ۱۹۴۴   | ۲۶ روز         |
| ۶   | وینسنتس مولر        | سرلشکر وینسنتس مولر (۱۸۹۴–۱۹۶۱)       | ۳۰ ژوئن ۱۹۴۴   | ۷ ژوئیه ۱۹۴۴   | ۷ روز          |
| (۵) | کورت فن تیپلسکیرش   | سپهبد کورت فن تیپلسکیرش (۱۸۹۱–۱۹۵۷)   | ۷ ژوئیه ۱۹۴۴   | ۱۸ ژوئیه ۱۹۴۴  | ۱۱ روز         |
| ۷   | فریدریش هوسباخ      | سپهبد فریدریش هوسباخ (۱۸۹۴–۱۹۸۰)      | ۱۸ ژوئیه ۱۹۴۴  | ۲۹ ژانویه ۱۹۴۵ | ۱۹۵ روز        |
| ۸   | فریدریش ویلهلم مولر | سپهبد فریدریش ویلهلم مولر (۱۸۹۷–۱۹۴۷) | ۲۹ ژانویه ۱۹۴۵ | ۲۷ آوریل ۱۹۴۵  | ۸۸ روز         |

## سازمان
- هنگام آغاز تهاجم به لهستان، سپتامبر ۱۹۳۹[۷]:
  - سپاه ۲
  - سپاه ۳
  - سپاه ۱۹ موتوریزه
  - لشکر بیست و سوم پیاده‌نظام
  - لشکر دویست و هفتم پیاده‌نظام
  - لشکر دویست و هجدهم پیاده‌نظام
  - فرماندهی بخش ۱ مرزبانی
  - فرماندهی بخش ۱۲ مرزبانی
  - ذخیره:
    - فرماندهی بخش ۲ مرزبانی
- هنگام آغاز عملیات بارباروسا، ژوئن ۱۹۴۱[۸]:

| - - سپاه ۷ - سپاه ۹ - سپاه ۱۳ - سپاه ۴۳ - لشکر دویست و بیست و یکم امنیت | - - گردان ۲۰۳ و ۲۲۶ توپ تهاجمی - ۱ گردان ترکیبی توپخانه - ۴ گردان هوئیتزر متوسط ۱۵۰ میلی‌متری - ۲ گردان موتوریزه هوئیتزر متوسط ۲۱۰ میلی‌متری - ۳ گردان نیمه متحرک هوئیتزر متوسط ۲۱۰ میلی‌متری - ۱ گردان توپخانه سنگین - ۴ آتشبار ریلی - ۱ آتشبار سنگین کارل | - - ۱ گردان ضدهوایی - ۳ گروهان ضدهوایی - دو گردان ضدهوایی نیروی زمینی | - - ۵ گردان مهندسی - نیروهای پل‌گذار - ستون پل ب - ۱۹ گردان ساخت و ساز و تعمیر جاده - ۴ آرایش سازمان توت - ۲۰ گردان سرویس کار رایش | - - ۵ اسکادران شناسایی لوفت‌وافه - ۵ گردان ضدهوایی ترکیبی لوفت‌وافه |